# Aïssata Kane
Aïssata Touré Kane (arabisch إيساتا توريه كين, geb. 18. August 1938, Dar El Barka, Französisch-Westafrika; gest. 10. August 2019) war eine mauretanische Politikerin und die erste Frau als Ministerin des Landes. Nachdem sie Führungspositionen in der Jugendorganisation und in der Frauenbewegung der Parti du Peuple Mauritanien innegehabt hatte, diente sie von 1975 bis 1978 im Kabinett von Präsident Moktar Ould Daddah. Ihre Zeit als Ministerin endete, als Daddahs Regierung durch einen Militärputsch gestürzt wurde.

## Leben

### Jugend
Kane wurde in einer Familie der Tukulor (Halpulaar) in Dar El Barka, einer kleinen Stadt in der Region Brakna, geboren. Ihr Vater, Mame N’diack, war Distrikt Chief. Die Bildungsmöglichkeiten in Mauretanien waren begrenzt, insbesondere für Frauen. Obwohl Verwandte Einwände gegen westliche Bildung hatten, wurde sie auf eine französischsprachige Schule in Saint-Louis, Senegal, geschickt. Sie war eines der ersten mauretanischen Mädchen, das eine westliche Schule besuchte. In den Jahren 1959 und 1960 besuchte Kane mit einem Stipendium die Université libre de Bruxelles in Belgien. Aufgrund familiärer Probleme konnte sie ihr Studium nicht abschließen und ließ sich nach ihrer Rückkehr nach Mauretanien in der Hauptstadt Nouakchott nieder.

### Politik
1957, im letzten Jahr ihrer Sekundarschule, gründete Kane eine Gruppe zur Förderung der Bildung von Mädchen, das Comité pour la fréquentation scolaire féminine („Komitee für den Schulbesuch von Frauen“). Ihre Bemühungen wurden sowohl von Mauretaniern, als auch von Senegalesen kritisiert. Sie verteidigte die Gruppe jedoch mit der Begründung, dass die Bildung von Frauen durch das islamische Recht gerechtfertigt sei. 1961 half Kane bei der Gründung der Union Nationale des Femmes de Mauritanie (UNFM; „Nationale Union der Frauen Mauretaniens“), Mauretaniens erster nationaler Frauenorganisation. Sie vertrat die UNFM 1962 bei einem Treffen der Conference des Femmes Africaines (CFA; „Konferenz afrikanischer Frauen“), einer panafrikanischen Frauengruppe und arbeitete anschließend für diese Organisation in Algerien, wo sie mehrere Jahre lang lebte. Sie engagierte sich auch in der Internationalen Demokratischen Frauenföderation (WIDF) und nahm 1968 an deren Konferenz in Helsinki, Finnland, teil.
Eine der Mitbegründerinnen der UNFM war Mariem Daddah, die Frau von Präsident Moktar Ould Daddah. Die UNFM wurde schließlich in die Parti du Peuple Mauritanien (PPM; damals die einzige legale Partei des Landes) integriert und wurde als Mouvement National Féminin (MNF; „Nationale Frauenbewegung“) bekannt. Kane wurde eine hochrangige MNF-Funktionärin und war für die Veröffentlichung der Zeitschrift Marienou verantwortlich. Sie wurde 1966 auch in den Exekutivrat des Jugendflügels der PPM gewählt. Sie erlangte den Ruf einer „mächtigen Rednerin und begabten Organisatorin“ („powerful public speaker and a gifted organiser“). Kane wurde im August 1975 in Daddahs Kabinett aufgenommen und wurde Ministerin für den Schutz der Familie und für soziale Angelegenheiten. Sie war Mauretaniens erste weibliche Kabinettsministerin. Allerdings wurde Daddahs Regierung im Juli 1978 durch einen Militärputsch gestürzt und Kane wurde aus dem neuen Ministerium ausgeschlossen. Eine Frau wurde erst wieder 1987 unter Präsident Maaouya Ould Sid’Ahmed Taya ins Kabinett berufen.

## Frauenrechte
Kane hatte sich einen landesweiten Ruf als Verfechterin der Frauenrechte erworben, noch bevor sie Ministerin wurde. Sie leitete Bemühungen zur Verbesserung der Gesundheit und Bildung von Frauen in Mauretanien, und als das Land ein neues Gesetz verabschiedete, setzte sie sich erfolgreich dafür ein, dass die Regierung eine Bestimmung zum Eherecht aufnahm. Sie setzte sich auch erfolgreich für die Einführung einer Frauenquote im Mauretanischen Parlament (Al Jamiya al-Wataniyah/Assemblée Nationale) ein, die zunächst bei 10 % lag und später angehoben wurde. Während ihrer Zeit im Kabinett führte Kane ein Programm ein, das darauf abzielte, die Zahl der polygamen Ehen zu senken, allerdings mit wenig Erfolg. Zum Thema weibliche Genitalverstümmelung, die in Mauretanien häufig vorkommt, forderte sie, dass „alle an der Durchführung des Verfahrens beteiligten Personen“ („all those involved in carrying out the procedure“) bestraft werden sollen, und, dass die Regierung auf die vollständige Abschaffung hinarbeiten müsse. Während ihrer Karriere erhielt Kane Unterstützung von hochrangigen Regierungsbeamten, darunter Präsident Daddah, doch einige ihrer radikaleren Reformen stießen auf den Widerstand religiös Konservativer.

## Tod
Sie starb am 10. August 2019, acht Tage vor ihrem 81. Geburtstag.